# Mimoúrovňová křižovatka Chlumecká
Mimoúrovňová křižovatka Chlumecká (zkráceně MÚK Chlumecká) je mimoúrovňová křižovatka na území hlavního města Prahy mezi Horními Počernicemi a Černým Mostem. Kříží se zde Pražský okruh se silnicí II/611 (Náchodská ulice) a Chlumeckou ulicí. Je to výjezd 59 na Černý Most a silnici II/611.

## Poloha
Mimoúrovňová křižovatka se nachází na severovýchodním okraji hlavního města Prahy na katastrálním území Horních Počernic. Křižovatka se nachází v nadmořské výšce 263 m n. m.

## Popis
Mimoúrovňová křižovatka Chlumecká je výjezd 59 z Pražského okruhu na Černý Most a silnici II/611. Po Pražském okruhu současně prochází evropská silnice E55 a E65. Na Chlumeckou ulici přicházející ze západu navazuje Náchodská ulice se silnicí II/611. Pražský okruh zde prochází severojižním směrem.
Dálniční křižovatka je provedena jako neúplná podoba čtyřlístkové čtyřramenné dálniční křižovatky.

## Historie výstavby
Mimoúrovňová křižovatka byla zprovozněna spolu s úsekem Pražského okruhu ze Satalic do Horních Počernic 12. října 1984.